# 左旗增七
狐狸座9，又名BD+19 4063，HD 184606、SAO 104990、HR 7437，是狐狸座的一颗恒星，视星等为5，位于銀經55.35，銀緯-0.14，其B1900.0坐标为赤經19h 30m 11.3s，赤緯+19° -0.14′ 18″。